# Ready for the Weekend (canción de Calvin Harris)
«Ready for the Weekend» —en español: «Listo para el fin de semana»— es una canción interpretada por el músico escocés Calvin Harris, escrita, cantada y producida por él mismo. Está incluida en su segundo álbum de estudio del mismo nombre, Ready for the Weekend editado en el año 2009. Los coros fueron realizados por Mary Pearce. El video musical fue dirigido por Ben Ib
Durante el tercer cuatrimestre del 2009, "Ready for the Weekend" fue lanzada por el sello Columbia Records como el segundo sencillo del álbum. Tras ello, "Ready for the Weekend" ingresó instantáneamente al top 10 de las principales listas musicales de canciones de Irlanda y el Reino Unido.

## Versiones
- Álbum Versión — 03:37

### Remixes
| - Dave Spoon Remix — 06:21 - Dave Spoon Dub Remix — 06:35 | - Fake Blood Remix — 05:40 - High Contrast Remix — 05:42 |

## Listas musicales de canciones
| Asia        |                  |    |
| Japón       | Japan Hot 100    | 97 |
| Europa      |                  |    |
| Escocia     | Top 40 Singles   | 32 |
| Europa      | European Hot 100 | 11 |
| Irlanda     | Top 50 Singles   | 9  |
| Reino Unido | Top 75 Singles   | 3  |